# Rutidea
Genre
Rutidea est un genre de plantes de la famille des Rubiaceae.

## Liste des espèces et sous-espèces
Selon Catalogue of Life (1 septembre 2017) :
- Rutidea decorticata Hiern
- Rutidea dupuisii De Wild.
- Rutidea ferruginea Hiern
- Rutidea fuscescens Hiern
- Rutidea gabonensis Bridson
- Rutidea glabra Hiern
- Rutidea gracilis Bridson
- Rutidea hirsuta Hiern
- Rutidea hispida Hiern
- Rutidea insculpta Mildbr. ex Bridson
- Rutidea lujae De Wild.
- Rutidea membranacea Hiern
- Rutidea nigerica Bridson
- Rutidea olenotricha Hiern
- Rutidea orientalis Bridson
- Rutidea parviflora DC.
- Rutidea rufipilis Hiern
- Rutidea seretii De Wild.
- Rutidea smithii Hiern
- Rutidea tenuicaulis K.Krause
- Rutidea vanderystii Wernham

Selon World Checklist of Selected Plant Families (WCSP) (1 septembre 2017) :
- Rutidea decorticata Hiern (1877)
- Rutidea dupuisii De Wild., Ann. Mus. Congo Belge, Bot., sér. 5 (1907)
  - sous-espèce Rutidea dupuisii subsp. dupuisii
  - sous-espèce Rutidea dupuisii subsp. occidentalis Bridson (1978)
- Rutidea ferruginea Hiern (1877)
- Rutidea fuscescens Hiern (1877)
  - sous-espèce Rutidea fuscescens subsp. bracteata Bridson (1978)
  - sous-espèce Rutidea fuscescens subsp. fuscescens
- Rutidea gabonensis Bridson (1978)
- Rutidea glabra Hiern (1877)
- Rutidea gracilis Bridson (1978)
  - sous-espèce Rutidea gracilis subsp. gracilis
  - sous-espèce Rutidea gracilis subsp. makokounsis Bridson (1978)
- Rutidea hirsuta Hiern (1898)
- Rutidea hispida Hiern (1877)
- Rutidea insculpta Mildbr. ex Bridson (1978)
- Rutidea lujae De Wild. (1910)
- Rutidea membranacea Hiern (1877)
- Rutidea nigerica Bridson (1978)
- Rutidea olenotricha Hiern (1877)
- Rutidea orientalis Bridson (1978)
- Rutidea parviflora DC. (1807)
- Rutidea rufipilis Hiern (1877)
- Rutidea seretii De Wild., Ann. Mus. Congo Belge, Bot., sér. 5 (1907)
- Rutidea smithii Hiern (1877)
  - sous-espèce Rutidea smithii subsp. smithii
  - sous-espèce Rutidea smithii subsp. submontana (K.Krause) Bridson (1978)
- Rutidea tenuicaulis K.Krause (1917)
- Rutidea vanderystii Wernham (1918)

Selon NCBI (1 septembre 2017) :
- Rutidea decorticata
- Rutidea dupuisii
- Rutidea ferruginea
- Rutidea fuscescens
- Rutidea membranacea
- Rutidea olenotricha
- Rutidea orientalis
- Rutidea parviflora
- Rutidea seretii

Selon The Plant List (1 septembre 2017) :
- Rutidea decorticata Hiern
- Rutidea dupuisii De Wild.
- Rutidea ferruginea Hiern
- Rutidea fuscescens Hiern
- Rutidea gabonensis Bridson
- Rutidea glabra Hiern
- Rutidea gracilis Bridson
- Rutidea hirsuta Hiern
- Rutidea hispida Hiern
- Rutidea insculpta Mildbr. ex Bridson
- Rutidea lujae De Wild.
- Rutidea membranacea Hiern
- Rutidea nigerica Bridson
- Rutidea olenotricha Hiern
- Rutidea orientalis Bridson
- Rutidea parviflora DC.
- Rutidea rufipilis Hiern
- Rutidea seretii De Wild.
- Rutidea smithii Hiern
- Rutidea tenuicaulis K.Krause
- Rutidea vanderystii Wernham

Selon Tropicos (1 septembre 2017) (Attention liste brute contenant possiblement des synonymes) :
- Rutidea albiflora K. Schum.
- Rutidea batesii Wernham
- Rutidea brachyantha K. Schum.
- Rutidea breviflora De Wild.
- Rutidea coriacea Baker
- Rutidea decorticata Hiern
- Rutidea degemensis Wernham
- Rutidea dupuisii De Wild.
- Rutidea ferruginea Hiern
- Rutidea fuscescens Hiern
- Rutidea gabonensis Bridson
- Rutidea glabra Hiern
- Rutidea gracilis Bridson
- Rutidea hirsuta Hiern
- Rutidea hispida Hiern
- Rutidea insculpta Mildbr. ex Bridson
- Rutidea kerstingii K. Krause
- Rutidea landolphioides Wernham
- Rutidea lasiosiphon K. Schum.
- Rutidea lomamiensis Bremek.
- Rutidea lomaniensis Bremek.
- Rutidea lujae De Wild.
- Rutidea melanophylla (K. Schum.) Mildbr.
- Rutidea membranacea Hiern
- Rutidea mollis Blume ex DC.
- Rutidea nigerica Bridson
- Rutidea obtusata K. Krause
- Rutidea odorata K. Krause
- Rutidea olenotricha Hiern
- Rutidea orientalis Bridson
- Rutidea parviflora DC.
- Rutidea pavettoides Wernham
- Rutidea rufipilis Hiern
- Rutidea schlechteri K. Schum.
- Rutidea seretii De Wild.
- Rutidea smithii Hiern
- Rutidea striatulata Pelle.
- Rutidea syringoides (Webb) Bremek.
- Rutidea talbotiorum Wernham
- Rutidea tarennoides Wernham
- Rutidea tenuicaulis K. Krause
- Rutidea vanderystii Wernham
- Rutidea zombana (K. Schum.) Bremek.